# Whittle Peninsula
Whittle Peninsula är en udde i Antarktis. Den ligger i Västantarktis. Argentina, Chile och Storbritannien gör anspråk på området.
Terrängen inåt land är huvudsakligen kuperad, men åt nordost är den platt. Havet är nära Whittle Peninsula norrut. Trakten är obefolkad. Det finns inga samhällen i närheten. 